# S. League 2016
Die S. League 2016 war die 21. Spielzeit der singapurischen Fußballliga seit der offiziellen Einführung im Jahr 1996. Die Saison begann am 13. Februar 2016 und wurde am 28. Oktober 2016 beendet. Meister wurde Albirex Niigata.

## Teilnehmer und ihre Spielstätten
| Team                  | Heimstadion                     |
| --------------------- | ------------------------------- |
| Albirex Niigata       | Jurong East Stadion             |
| Balestier Khalsa      | Toa Payoh Stadion               |
| Brunei DPMM FC        | Sultan Hassanal Bolkiah Stadium |
| Geylang International | Bedok Stadion                   |
| Home United           | Bishan Stadium                  |
| Hougang United        | Hougang Stadion                 |
| Tampines Rovers       | Jurong West Stadion             |
| Warriors FC           | Woodlands Stadium               |
| Young Lions           | Jalan Besar Stadium             |

## Personal
| Mannschaft                 | Trainer         | Mannschaftskapitän     |
| -------------------------- | --------------- | ---------------------- |
| Albirex Niigata (Singapur) | Naoki Naruo     | Kento Nagasaki         |
| Balestier Khalsa           | Marko Kraljević | Zaiful Nizam           |
| Brunei DPMM FC             | Steve Kean      | Rosmin Muhammad Kamis  |
| Geylang International      | Hasrin Jailani  | Daniel Bennett         |
| Home United                | Aidil Sharin    | Juma'at Jantan         |
| Hougang United             | K. Balagumaran  | Nurhilmi Jasni         |
| Tampines Rovers            | Akbar Nawas     | Mustafić Fahrudin      |
| Warriors FC                | Razif Onn       | Zulfadli Zainal Abidin |
| Young Lions                | Patrick Hesse   | Khairul Amri           |

## Ausländische Spieler
| Mannschaft                 | Spieler 1     | Spieler 1              | Spieler 1        | Prime League     | Ehemalige Spieler |
| -------------------------- | ------------- | ---------------------- | ---------------- | ---------------- | ----------------- |
| Albirex Niigata (Singapur) |               |                        |                  |                  |                   |
| Balestier Khalsa           | Emir Lotinac  | Miroslav Kristic       | Niko Tokić       | Sadin Smajović   | Robert Peričić    |
| Brunei DPMM FC             | Brian McLean  | Ramazotti              | Paulo Sérgio     |                  |                   |
| Geylang International      | Yūki Ichikawa | Carlos Alberto Delgado | Mark Hartmann    | Roberto Camarasa | Branko Čubrilo    |
| Home United                | Song Ui-young | Sirina Camara          | Ken Ilsø         | Ambroise Begue   |                   |
| Hougang United             | Fumiya Kogure | Jozef Kapláň           | Stipe Plazibat   | Luke Allen       |                   |
| Tampines Rovers            | Jordan Webb   | Billy Mehmet           | Jermaine Pennant | Diego Silvas     |                   |
| Warriors FC                | Kento Fukuda  | Nikola Rak             | Jonathan Béhé    | Marijan Šuto     |                   |
| Young Lions                |               |                        |                  |                  |                   |

## Abschlusstabelle
| Pl. | Verein                | Sp. | S  | U | N  | Tore    | Diff. | Punkte |
| --- | --------------------- | --- | -- | - | -- | ------- | ----- | ------ |
| 1.  | Albirex Niigata 1 (P) | 24  | 16 | 2 | 6  | 050:240 | +26   | 50     |
| 2.  | Tampines Rovers       | 24  | 15 | 4 | 5  | 050:280 | +22   | 49     |
| 3.  | Brunei DPMM FC 1 (M)  | 24  | 12 | 5 | 7  | 047:370 | +10   | 41     |
| 4.  | Home United           | 24  | 11 | 4 | 9  | 050:420 | +8    | 37     |
| 5.  | Geylang International | 24  | 10 | 7 | 7  | 035:290 | +6    | 37     |
| 6.  | Hougang United        | 24  | 9  | 5 | 10 | 033:390 | −6    | 32     |
| 7.  | Warriors FC           | 24  | 7  | 7 | 10 | 039:390 | ±0    | 28     |
| 8.  | Balestier Khalsa      | 24  | 4  | 7 | 13 | 023:420 | −19   | 19     |
| 9.  | Young Lions 1         | 24  | 2  | 3 | 19 | 023:700 | −47   | 09     |

Zum Saisonende 2016:
Zum Saisonende 2015:

(M) Amtierender Meister: Brunei DPMM

(P) Amtierender Pokalsieger: Albirex Niigata
Anmerkung:

## Torschützenliste
Bei gleicher Anzahl von Treffern sind die Spieler alphabetisch geordnet.
| Platz | Spieler          | Mannschaft                 | Tore |
| ----- | ---------------- | -------------------------- | ---- |
| 01    | Rafael Ramazotti | Brunei DPMM FC             | 20   |
| 02    | Jonathan Béhé    | Warriors FC                | 19   |
| 02    | Ken Ilsø         | Home United                | 19   |
| 04    | Stipe Plazibat   | Hougang United             | 15   |
| 05    | Atsushi Kawata   | Albirex Niigata (Singapur) | 13   |
| 06    | Jordan Webb      | Tampines Rovers            | 12   |
| 06    | Billy Mehmet     | Tampines Rovers            | 12   |
| 08    | Tatsurō Inui     | Albirex Niigata (Singapur) | 10   |

## Ausrüster und Sponsoren
| Mannschaft                 | Ausrüster | Sponsor  |
| -------------------------- | --------- | -------- |
| Albirex Niigata (Singapur) | Hummel    | Canon    |
| Balestier Khalsa           | Umbro     | Civic    |
| Brunei DPMM FC             | Lotto     |          |
| Geylang International      | THORB     | Epson    |
| Home United                | Puma      | AVEC     |
| Hougang United             | Vonda     | ESW      |
| Tampines Rovers            | Kipsta    | Hyundai  |
| Warriors FC                | Joma      | Warriors |
| Young Lions                | Nike      | Shopee   |